# Pedro Caixinha
Pedro Miguel Faria Caixinha (Beja, Portugal; 15 de noviembre de 1970) es un exfutbolista y entrenador portugués. Actualmente sin club.
Como futbolista, se desempeñó en la posición de portero.

## Vida privada
Es hijo de João Caixinha y María Antonieta. Está casado con Anabela y tiene dos hijos, Rodrigo y Mariana. A la edad de 16 años empezó en forma a ser parte de los Forcados Amadores de Montemor.

## Trayectoria
A los 18 años comenzó su carrera como futbolista jugando en el equipo de Portimonense Sporting Clube, de la Segunda División de Portugal. Se mantuvo en el equipo durante seis años y en 1994 paso al Clube Desportivo de Beja, equipo en el cual se retiró a los 28 años.
En 1999, inmediatamente después de terminar su trayectoria como portero, empezó su carrera como entrenador en el equipo que se retiró, el Desportivo de Beja. Durante cuatro años fue entrenador principal de las categorías inferiores del equipo y en 2003 se trasladó a Vidigueira a dirigir al Clube de Futebol Vasco da Gama. Se mantuvo una temporada con el equipo y entonces fue invitado por José Peseiro a formar parte de su cuerpo técnico como entrenador auxiliar y encargado de la observación y análisis.
En su cargo como auxiliar técnico de Peseiro estuvo del 2004 al 2006 en el Sporting Clube de Portugal, teniendo como máximo logro el subcampeonato de la Copa de la UEFA en la temporada 2004-05. Terminó como subcampeón de la Primera División de Arabia Saudita 2006/07 con el Al-Hilal FC. La siguiente temporada paso al Panathinaikos Fútbol Club y la temporada 2008-09 estuvo en el Rapid Bucarest. Para la temporada 2009-10 estuvo con la Selección de fútbol de Arabia Saudita, tanto la absoluta como la olímpica.
A partir de la temporada 2010-11 dejó su cargo como auxiliar y dirigió por primera vez a un equipo de primera división, el União Desportiva de Leiria. Llevó al club a alcanzar la 4.ª posición de la Primeira Liga, solamente detrás de los grandes equipos portugueses (Porto, Benfica y Sporting). Al final de su época de debut, el club quedó en la 10.ª posición. En la siguiente temporada Caixinha dimitió después de que su equipo sufriera derrotas en sus primeros tres partidos, añadiendo a esto que el equipo se encontraba en medio de rumores y protestas de los jugadores y cuerpo técnico por un supuesto atraso de pagos de varios meses.
Rápidamente fichó por el Clube Desportivo Nacional. con los madeirenses fue eliminado de en la tercera ronda de la Copa de la Liga de Portugal 2011-12 y terminó en la séptima posición del campeonato nacional después de ganar 10 de sus 21 partidos. En la pretemporada de la temporada 2012-13 ganó el Trofeo Ramón de Carranza al derrotar a Rayo Vallecano de Madrid por marcador de 3-1, logrando así el primer trofeo internacional en la historia del equipo. El inicio de la temporada no fue el mejor, el equipo ganó pocos puntos lo que causó que se colocar en los últimos lugares de la competencia y como consecuencia de esto Caixinha decidió dejar su cargo como entrenador del equipo el 11 de octubre de 2012.
El 20 de noviembre de 2012 es contratado como nuevo entrenador del Club Santos Laguna de la Primera División de México. En su primer torneo en México logró calificar al equipo a la liguilla, alcanzando las semifinales del Clausura 2013. Logró llegar a la final de la Concacaf Liga Campeones 2012-13, perdiéndola contra el Club de Fútbol Monterrey por marcador global de 4-2.
En su segundo torneo al mando del conjunto de la Comarca Lagunera, logró el subliderato del Apertura 2013 y fue eliminado de nueva cuenta en las semifinales del torneo; además, calificó al club a la Copa Libertadores 2014 después de 10 años de ausencia. En la libertadores, Santos terminó líder del grupo y fue eliminado en octavos de final por el Lanús de Argentina. Consiguió su primer título con el equipo el 4 de noviembre de 2014, cuando Santos derrotó al Puebla en penales en la final de la Copa México Apertura 2014. Logró el campeonato del Torneo Clausura 2015 al derrotar a Querétaro en la final por marcador global de 5-3, y con esto se convirtió en el noveno técnico europeo en coronarse campeón de liga en México. Tras empezar con cuatro derrotas en cinco partidos el Apertura 2015, Caixinha renunció a su cargo como director técnico de Santos el 15 de agosto de 2015.
El 30 de diciembre de 2015 fue anunciado como entrenador del equipo Qatari Al-Gharafa SC.
Se realizó un comunicado anunciando por mutuo acuerdo, el fichaje del lusitano con el equipo más ganador de la máxima competencia del fútbol escocés, Rangers FC el 9 de marzo de 2017, siendo presentado bajo unas mínimas críticas el 11 de marzo y teniendo su debut en la Scottish Premiership ante el Hamilton Academical con un marcador de 4-0 en el Ibrox Stadium. El 26 de octubre el club anuncio a través de su cuenta de Twitter que Caixinha había dejado el equipo. Trascendió que la decisión se tomó después de que Caixinha no lograra clasificar a la Europa League y fuera eliminado de la copa de la liga escocesa.
El 5 de diciembre de 2017 fue anunciado como entrenador del equipo Cruz Azul Fútbol Club de cara al arranque del clausura 2018 de la Primera División de México.
El Clausura 2018 no logró llevar a los cementeros a la liguilla, sin embargo el equipo ya manejaba un estilo distinto con el entrenador portugués. Para el Apertura 2018 obtiene el liderato de la campaña, llevándolos a la liguilla y llegar a la gran final del mismo, lamentablemente los celestes fracasaron tras caer por un global de 2-0 ante el acérrimo rival Club América. Sin embargo obtiene la Copa México 2018.
El Clausura 2019 tendría un inicio irregular; llegan a la cuarta posición, nuevamente entrando a la liguilla donde caerían 3-2 en el global frente al América. Ésta nueva eliminación a manos del rival acérrimo atrajo críticas al entrenador por parte de la afición.
Previo al arranque del Torneo Apertura 2019 consigue llevarse la SuperCopa MX, venciendo a Necaxa con marcador 4-0. La máquina de Caixinha volvería a iniciar irregularmente el torneo de Liga, para la jornada 8 sufre un empate frente a Guadalajara, lo que provocaría su destitución como técnico de La Máquina tras fracasar al no conseguir el título de liga tan ansiado por la afición celeste.
El 20 de julio de 2020, Caixinha firmó un contrato de dos años con el Al-Shabab de la Liga Profesional Saudí. El 5 de enero siguiente, fue despedido tras ser eliminado de la Liga de Campeones de la AFC.
En diciembre de 2021, Caixinha regresó al Santos Laguna antes del Torneo Clausura. Fue destituido de su cargo el 24 de febrero después de ganar uno de sus ocho partidos, el partido de ida de la eliminación de los octavos de final de la Liga de Campeones de la Concacaf 2022 ante el CF Montréal.
El 25 de marzo de 2022, Caixinha aceptó ser el entrenador de Talleres de Córdoba para la temporada 2022, convirtiéndose en el primer portugués en trabajar en el país. La renuncia de Caixinha fue aceptada el 5 de septiembre de 2022, habiendo ganado tres y perdido siete de los últimos 16 partidos para 'La T', que ocupaba el puesto N°24 en la Liga Profesional de Fútbol.
El 10 de diciembre de 2022, Caixinha volvió a cambiar de país después de ser anunciado como el nuevo entrenador del Red Bull Bragantino.El 28 de octubre de 2024, fue relevado de sus funciones después de una serie de malos resultados que ubicaban al club cerca de los puestos de descenso.
El 23 de diciembre de 2024, fue anunciado como entrenador del Santos. No obstante, en abril de 2025, fue despedido de su cargo tras un mal comienzo en la Serie A.

## Estudios
Mientras jugaba y entrenaba, Caixinha siguió sus estudios los cuales comenzaron en 1993 y en el año de 1998 se graduó en Ciencias del Deporte (opción fútbol) con la mejor calificación de su clase (16 puntos sobre 20). En 2002 hasta 2004 hizo su Maestría en Metodología del Entrenamiento con estudios del equipo sub-19 del Sporting Clube de Portugal.
Caixinha no descuidó sus estudios de entrenador y mientras entrenaba las equipos de primera división Nacional da Madeira y Leiria curso los programas de entrenador UEFA PRO LICENSE por la Federación Portuguesa de Fútbol y el mismo nivel en la UEFA PRO LICENSE - Asociación Escocesa de Fútbol, siendo invitado por la UEFA para tomar parte de uno grupo restringido con los expositores: Davie Weir, Alan Stubbs, David Unsworth, Graham Alexander y Sir Alex Ferguson.
- 1993–98 – Universidad de Trás-os-Montes e Alto Douro, Vila Real, Portugal
- 2002–04 – Universidad Técnica de Lisboa, Colegio de Motricidad Humana, Lisboa, Portugal
- 2010 – UEFA Pro Licence – Asociación Escocesa de Fútbol, Glasgow, Escocia
- 2011 – UEFA Pro Licence – Federación Portuguesa de Fútbol, Lisboa, Portugal

### Información adicional
- UEFA PRO Coaching Licence Diploma (FPF) – Lisboa, junio de 2011
- UEFA PRO Coaching Licence Diploma (SFA) – Glasgow, diciembre de 2010
- UEFA A Coaching Licence Diploma (SFA) – Glasgow, junio de 2007
- Manchester United (10 días de camping, Mánchester y Carrigton, abril de 2007)
- Real Madrid (10 días de camping, Madrid, febrero de 2004)
- Toulouse FC (10 días de camping, Toulouse, septiembre de 2003)
- Manchester United (pretemporada camping, New York, julio de 2003)
- UEFA B Coaching Licence Diploma (FPF) – Beja, junio de 2003
- Atlético Madrid (10 días de camping, Madrid, febrero de 2002)
- Bristol City (10 días de camping, Bristol, julio de 2001)
- Congreso Mundial de Fútbol – Lisboa, febrero de 2001

## Estadísticas como entrenador
| Equipo                       | Div                 | Temporada           | Liga  | Liga | Liga | Liga | Liga |       | Copa | Copa | Copa | Copa  |    | Internacional | Internacional | Internacional | Internacional | Internacional |   | Otros | Otros | Otros | Otros |     | Totales     | Totales | Totales | Totales | Totales | Totales | Totales | Totales |
| Equipo                       | Div                 | Temporada           | Part. | G    | E    | P    | Pos. | Part. | G    | E    | P    | Part. | G  | E             | P             | Pos.          | Part.         | G             | E | P     | Part. | G     | E     | P   | Rendimiento | GF      | GC      | Dif.    |         |         |         |         |
| ---------------------------- | ------------------- | ------------------- | ----- | ---- | ---- | ---- | ---- | ----- | ---- | ---- | ---- | ----- | -- | ------------- | ------------- | ------------- | ------------- | ------------- | - | ----- | ----- | ----- | ----- | --- | ----------- | ------- | ------- | ------- | ------- | ------- | ------- | ------- |
| União Leiria Portugal        | 1.ª                 | 2010-11             | 30    | 9    | 8    | 13   | 10.º | 3     | 0    | 1    | 2    | -     | -  | -             | -             | -             | -             | -             | - | -     | 33    | 9     | 9     | 15  | 36.36%      | 29      | 44      | -15     |         |         |         |         |
| União Leiria Portugal        | 1.ª                 | 2011-12             | 3     | 0    | 0    | 3    | Inc. | -     | -    | -    | -    | -     | -  | -             | -             | -             | -             | -             | - | -     | 3     | 0     | 0     | 3   | 0%          | 4       | 9       | -5      |         |         |         |         |
| União Leiria Portugal        | Total               | Total               | 33    | 9    | 8    | 16   | -    | 3     | 0    | 1    | 2    | -     | -  | -             | -             | -             | -             | -             | - | -     | 36    | 9     | 9     | 18  | 33.33%      | 33      | 53      | -20     |         |         |         |         |
| Nacional Portugal            | 1.ª                 | 2011-12             | 21    | 10   | 4    | 7    | 7.º  | 8     | 1    | 5    | 2    | -     | -  | -             | -             | -             | -             | -             | - | -     | 29    | 11    | 9     | 9   | 48.27%      | 53      | 44      | +9      |         |         |         |         |
| Nacional Portugal            | 1.ª                 | 2012-13             | 6     | 1    | 2    | 3    | Inc. | -     | -    | -    | -    | -     | -  | -             | -             | -             | -             | -             | - | -     | 6     | 1     | 2     | 3   | 27.78%      | 8       | 13      | -5      |         |         |         |         |
| Nacional Portugal            | Total               | Total               | 27    | 11   | 6    | 10   | -    | 8     | 1    | 5    | 2    | -     | -  | -             | -             | -             | -             | -             | - | -     | 35    | 12    | 11    | 12  | 44.77%      | 61      | 57      | +4      |         |         |         |         |
| Santos Laguna · México       | 1.ª                 | 2013-C              | 21    | 9    | 6    | 6    | 1/2  | -     | -    | -    | -    | 6     | 2  | 2             | 2             | 2.º           | -             | -             | - | -     | 27    | 11    | 8     | 8   | 50.62%      | 31      | 25      | +6      |         |         |         |         |
| Santos Laguna · México       | 1.ª                 | 2013-A              | 21    | 11   | 7    | 3    | 1/2  | 6     | 2    | 3    | 1    | -     | -  | -             | -             | -             | -             | -             | - | -     | 27    | 13    | 10    | 4   | 60.5%       | 50      | 36      | +14     |         |         |         |         |
| Santos Laguna · México       | 1.ª                 | 2014-C              | 21    | 8    | 7    | 6    | 1/2  | -     | -    | -    | -    | 8     | 4  | 1             | 3             | 1/8           | -             | -             | - | -     | 29    | 12    | 8     | 9   | 50.58%      | 55      | 48      | +7      |         |         |         |         |
| Santos Laguna · México       | 1.ª                 | 2014-A              | 17    | 5    | 8    | 4    | 9.º  | 9     | 6    | 2    | 1    | -     | -  | -             | -             | -             | -             | -             | - | -     | 26    | 11    | 10    | 5   | 55.13%      | 46      | 36      | +10     |         |         |         |         |
| Santos Laguna · México       | 1.ª                 | 2015-C              | 23    | 10   | 6    | 7    | 1.º  | 6     | 2    | 3    | 1    | -     | -  | -             | -             | -             | 1             | 1             | 0 | 0     | 30    | 13    | 9     | 8   | 53.33%      | 44      | 35      | +9      |         |         |         |         |
| Santos Laguna · México       | 1.ª                 | 2015-A              | 5     | 1    | 0    | 4    | Inc. | -     | -    | -    | -    | 1     | 1  | 0             | 0             | Inc.          | -             | -             | - | -     | 6     | 2     | 0     | 4   | 33.33%      | 8       | 9       | -1      |         |         |         |         |
| Al-Gharafa Catar             | 1.ª                 | 2015-16             | 12    | 5    | 4    | 3    | 9.º  | -     | -    | -    | -    | -     | -  | -             | -             | -             | -             | -             | - | -     | 12    | 5     | 4     | 3   | 52.78%      | 23      | 18      | +5      |         |         |         |         |
| Al-Gharafa Catar             | 1.ª                 | 2016-17             | 23    | 11   | 4    | 8    | Inc. | 3     | 1    | 1    | 1    | -     | -  | -             | -             | -             | -             | -             | - | -     | 26    | 12    | 5     | 9   | 52.56%      | 44      | 42      | +2      |         |         |         |         |
| Al-Gharafa Catar             | Total               | Total               | 35    | 16   | 8    | 11   | -    | 3     | 1    | 1    | 1    | -     | -  | -             | -             | -             | -             | -             | - | -     | 38    | 17    | 9     | 12  | 52.63%      | 67      | 60      | +7      |         |         |         |         |
| Rangers Escocia              | 1.ª                 | 2016-17             | 10    | 6    | 2    | 2    | 3.º  | 1     | 0    | 0    | 1    | -     | -  | -             | -             | -             | -             | -             | - | -     | 11    | 6     | 2     | 3   | 60.61%      | 18      | 13      | +5      |         |         |         |         |
| Rangers Escocia              | 1.ª                 | 2017-18             | 10    | 5    | 3    | 2    | Inc. | 3     | 2    | 0    | 1    | 2     | 1  | 0             | 1             | 1ªR           | -             | -             | - | -     | 15    | 8     | 3     | 4   | 60%         | 31      | 17      | +14     |         |         |         |         |
| Rangers Escocia              | Total               | Total               | 20    | 11   | 5    | 4    | -    | 4     | 2    | 0    | 2    | 2     | 1  | 0             | 1             | -             | -             | -             | - | -     | 26    | 14    | 5     | 7   | 60.26%      | 49      | 30      | +19     |         |         |         |         |
| Cruz Azul · México           | 1.ª                 | 2018-C              | 17    | 5    | 7    | 5    | 12.º | 4     | 1    | 1    | 2    | -     | -  | -             | -             | -             | -             | -             | - | -     | 21    | 6     | 8     | 7   | 41.27%      | 26      | 23      | +3      |         |         |         |         |
| Cruz Azul · México           | 1.ª                 | 2018-A              | 23    | 13   | 5    | 5    | 2.º  | 8     | 5    | 2    | 1    | -     | -  | -             | -             | -             | -             | -             | - | -     | 31    | 18    | 7     | 6   | 65.59%      | 44      | 24      | +20     |         |         |         |         |
| Cruz Azul · México           | 1.ª                 | 2019-C              | 19    | 9    | 6    | 4    | 1/4  | 4     | 1    | 1    | 2    | -     | -  | -             | -             | -             | 1             | 1             | 0 | 0     | 24    | 11    | 7     | 6   | 55.55%      | 37      | 24      | +13     |         |         |         |         |
| Cruz Azul · México           | 1.ª                 | 2019-A              | 8     | 2    | 2    | 4    | Inc. | -     | -    | -    | -    | -     | -  | -             | -             | -             | -             | -             | - | -     | 8     | 2     | 2     | 4   | 33.33%      | 10      | 10      | +0      |         |         |         |         |
| Cruz Azul · México           | Total               | Total               | 67    | 29   | 20   | 18   | -    | 16    | 7    | 4    | 5    | -     | -  | -             | -             | -             | 1             | 1             | 0 | 0     | 84    | 37    | 24    | 23  | 53.57%      | 117     | 81      | +36     |         |         |         |         |
| Al-Shabab Arabia Saudita     | 1.ª                 | 2019-20             | 8     | 3    | 3    | 2    | 7.º  | -     | -    | -    | -    | -     | -  | -             | -             | -             | -             | -             | - | -     | 8     | 3     | 3     | 2   | 50%         | 10      | 7       | +3      |         |         |         |         |
| Al-Shabab Arabia Saudita     | 1.ª                 | 2020-21             | 11    | 5    | 4    | 2    | Inc. | 1     | 0    | 0    | 1    | 2     | 0  | 1             | 1             | 1/2           | -             | -             | - | -     | 14    | 5     | 5     | 4   | 47.61%      | 21      | 21      | +0      |         |         |         |         |
| Al-Shabab Arabia Saudita     | Total               | Total               | 19    | 8    | 7    | 4    | -    | 1     | 0    | 0    | 1    | 2     | 0  | 1             | 1             | -             | -             | -             | - | -     | 22    | 8     | 8     | 6   | 48.48%      | 31      | 28      | +3      |         |         |         |         |
| Santos Laguna · México       | 1.ª                 | 2022-C              | 6     | 1    | 2    | 3    | Inc. | -     | -    | -    | -    | 2     | 1  | 0             | 1             | 1/8           | -             | -             | - | -     | 8     | 2     | 2     | 4   | 33.33%      | 9       | 16      | -7      |         |         |         |         |
| Santos Laguna · México       | Total               | Total               | 114   | 45   | 36   | 33   | -    | 21    | 10   | 8    | 3    | 17    | 8  | 3             | 6             | -             | 1             | 1             | 0 | 0     | 153   | 64    | 47    | 42  | 52.07%      | 243     | 205     | +38     |         |         |         |         |
| Talleres Argentina           | 1.ª                 | 2022                | 16    | 3    | 6    | 7    | Inc. | 8     | 2    | 1    | 5    | 10    | 4  | 3             | 3             | 1/4           | -             | -             | - | -     | 34    | 9     | 10    | 15  | 36.27%      | 29      | 41      | -12     |         |         |         |         |
| Talleres Argentina           | Total               | Total               | 16    | 3    | 6    | 7    | -    | 8     | 2    | 1    | 5    | 10    | 4  | 3             | 3             | -             | -             | -             | - | -     | 34    | 9     | 10    | 15  | 36.27%      | 29      | 41      | -12     |         |         |         |         |
| Red Bull Bragantino · Brasil | 1.ª                 | 2023                | 38    | 17   | 11   | 10   | 6.º  | 16    | 7    | 4    | 5    | 8     | 4  | 4             | 0             | 1/8           | -             | -             | - | -     | 62    | 28    | 19    | 15  | 55.38%      | 94      | 57      | +37     |         |         |         |         |
| Red Bull Bragantino · Brasil | 1.ª                 | 2024                | 31    | 8    | 10   | 13   | Inc. | 18    | 8    | 4    | 6    | 14    | 6  | 5             | 3             | 1/8           | -             | -             | - | -     | 63    | 22    | 19    | 22  | 44.97%      | 75      | 75      | +0      |         |         |         |         |
| Red Bull Bragantino · Brasil | Total               | Total               | 69    | 25   | 21   | 23   | -    | 34    | 15   | 8    | 11   | 22    | 10 | 9             | 3             | -             | -             | -             | - | -     | 125   | 50    | 38    | 37  | 50.13%      | 169     | 132     | +37     |         |         |         |         |
| Santos · Brasil              | 1.ª                 | 2025                | 3     | 0    | 1    | 2    | Inc. | 13    | 6    | 2    | 5    | -     | -  | -             | -             | -             | -             | -             | - | -     | 16    | 6     | 3     | 7   | 43.75%      | 25      | 20      | +5      |         |         |         |         |
| Santos · Brasil              | Total               | Total               | 3     | 0    | 1    | 2    | -    | 13    | 6    | 2    | 5    | -     | -  | -             | -             | -             | -             | -             | - | -     | 16    | 6     | 3     | 7   | 43.75%      | 25      | 20      | +5      |         |         |         |         |
| Total en su carrera          | Total en su carrera | Total en su carrera | 403   | 157  | 118  | 128  | -    | 111   | 44   | 30   | 37   | 53    | 23 | 16            | 14            | -             | 2             | 2             | 0 | 0     | 569   | 226   | 164   | 179 | 49.33%      | 824     | 707     | +117    |         |         |         |         |
| 1. 2. 3. 4.                  |                     |                     |       |      |      |      |      |       |      |      |      |       |    |               |               |               |               |               |   |       |       |       |       |     |             |         |         |         |         |         |         |         |

#### Resumen por competiciones
| Competición                      | Partidos | Ganados | Empatados | Perdidos | %      | Resultado        |
| -------------------------------- | -------- | ------- | --------- | -------- | ------ | ---------------- |
| Primeira Liga                    | 60       | 20      | 14        | 26       | 41.11% | 7.º lugar        |
| Copa de Portugal                 | 6        | 0       | 4         | 2        | 22.22% | Semifinales      |
| Copa de la Liga de Portugal      | 5        | 1       | 2         | 2        | 33.33% | Ronda intermedia |
| Liga MX                          | 181      | 74      | 58        | 49       | 51.56% | Campeón          |
| Copa MX                          | 37       | 17      | 12        | 8        | 56.76% | Campeón          |
| Supercopa MX                     | 1        | 1       | 0         | 0        | 100%   | Campeón          |
| Campeón de Campeones             | 1        | 1       | 0         | 0        | 100%   | Campeón          |
| Liga de fútbol de Catar          | 35       | 16      | 8         | 11       | 53.33% | 9.º lugar        |
| Copa del Emir de Catar           | 3        | 1       | 1         | 1        | 44.44% | Cuartos de final |
| Scottish Premiership             | 20       | 11      | 5         | 4        | 63.33% | 3.er lugar       |
| Copa de Escocia                  | 1        | 0       | 0         | 1        | 0%     | Semifinales      |
| Copa de la Liga de Escocia       | 3        | 2       | 0         | 1        | 66.67% | Semifinales      |
| Liga Profesional Saudí           | 19       | 8       | 7         | 4        | 54.39% | 7.º lugar        |
| Copa del Rey de Campeones        | 1        | 0       | 0         | 1        | 0%     | Octavos de final |
| Primera División de Argentina    | 16       | 3       | 6         | 7        | 38.46% | 24.º lugar       |
| Copa Argentina                   | 1        | 0       | 1         | 0        | 33.33% | Segunda ronda    |
| Copa de la Liga Profesional      | 7        | 2       | 0         | 5        | 28.57% | Fase de grupos   |
| Brasileirão                      | 72       | 25      | 22        | 25       | 44.91% | 6.º lugar        |
| Copa de Brasil                   | 6        | 1       | 2         | 3        | 27.78% | Octavos de final |
| Paulistão                        | 41       | 20      | 8         | 13       | 55.28% | Semifinales      |
| Liga Europea de la UEFA          | 2        | 1       | 0         | 1        | 50%    | Primera ronda    |
| Liga de Campeones de la Concacaf | 9        | 4       | 2         | 3        | 51.85% | Subcampeón       |
| Campeonato de Clubes Árabes      | 2        | 0       | 1         | 1        | 16.67% | Semifinales      |
| Copa Libertadores                | 22       | 8       | 7         | 7        | 46.97% | Cuartos de final |
| Copa Sudamericana                | 18       | 10      | 6         | 2        | 66.67% | Octavos de final |
| TOTAL                            | 569      | 226     | 164       | 179      | 49.33% | 5 Títulos        |

## Palmarés

### Campeonatos nacionales
| Título               | Club          | País   | Año     |
| -------------------- | ------------- | ------ | ------- |
| Copa México          | Santos Laguna | México | A-2014  |
| Primera División     | Santos Laguna | México | C-2015  |
| Campeón de Campeones | Santos Laguna | México | 2014/15 |
| Copa México          | Cruz Azul     | México | A-2018  |
| Supercopa de México  | Cruz Azul     | México | 2018/19 |

### Distinciones individuales
| Distinción                                        | Año    |
| ------------------------------------------------- | ------ |
| Mejor Entrenador de la Primera División de México | C-2015 |

## Publicaciones personales
- Caixinha, P; Fernandes, O. (2003). A New Method in Time-Motion Analysis in Soccer Training and Competition. Book of Abstracts. Science & Football, 5th World Congress. Editorial Gymnos, Lisboa, 11–15 April. pp (270-271)
- Caixinha, P.; Sampaio, J.; Mil-Homens, P. (2004). “Variação dos valores de distância percorrida e da velocidade de deslocamento em sessões de treino e em competições de futebolistas juniores. Revista Portuguesa de Ciências do Desporto, Vol. 4, n.º1 de Janeiro – Junho de 2004.
- Caixinha, P.; Folgado, H.; Sampaio, J. (2006). “Efeito da idade cronológica na distribuição dos futebolistas por escalões de formação e pelas diferentes posições específicas”. Revista Portuguesa de Ciências do Desporto, Vol. 6, n.º3 de Setembro – Dezembro de 2006.
- Caixinha, P.; García, G.; Sampaio, J. (2007). “Avaliação e Controlo do treino no futebol: a modelação de exercícios sobre a forma jogada”. Revista Portuguesa de Ciências do Desporto, Vol. 7, n.º4 de Janeiro – Março de 2007.
- Caixinha, P.; Fernandes O.; Malta P. (2007). Technico-Tactics and running distance analysis by camera. Journal of Sports Science & Madecine Book of Abstracts, vol. 6 supplementum 10.
- Caixinha, P.; Fernandes O.; Malta P. (2007). Validação das distâncias percorridas para cálculo de um parâmetro energético funcional no Futebol. 2.º Encontro Nacional de Biomecânica realizado em Évora, 8 e 7 de Fevereiro de 2007.
- A Periodização do Treino no Futebol de Formação – www.eseb.ipbeja.pt - Uma perspectiva crítica.
- A Tríade: Pais-Atleta-Treinador - www.eseb.ipbeja.pt